# オリンピックのバーレーン選手団
オリンピックのバーレーン選手団（オリンピックのバーレーンせんしゅだん）は、1984年ロサンゼルスオリンピックで初出場。2024年現在、夏季大会ではロサンゼルス大会以降の大会に毎回出場している。冬季大会には一度も出場していない。
2008年北京オリンピックでは陸上競技男子1500mに出場したラシド・ラムジがバーレーン初の金メダルを獲得したが、後にドーピング違反により剥奪された。だが2012年ロンドンオリンピックで陸上競技女子1500mに出場したマリアム・ジャマルが銅メダルを獲得し、後に同種目の金銀メダリストがドーピング違反によりメダルを剥奪されたため金メダルに繰り上げとなった。
バーレーンの国内オリンピック委員会は1978年に設立。1979年に国際オリンピック委員会に承認された。

## メダル獲得数一覧

### 夏季オリンピック
| 大会名                | 金 | 銀 | 銅 | 計 |
| 1984 ロサンゼルス     | 0  | 0  | 0  | 0  |
| 1988 ソウル           | 0  | 0  | 0  | 0  |
| 1992 バルセロナ       | 0  | 0  | 0  | 0  |
| 1996 アトランタ       | 0  | 0  | 0  | 0  |
| 2000 シドニー         | 0  | 0  | 0  | 0  |
| 2004 アテネ           | 0  | 0  | 0  | 0  |
| 2008 北京             | 0  | 0  | 0  | 0  |
| 2012 ロンドン         | 1  | 0  | 0  | 1  |
| 2016 リオデジャネイロ | 1  | 1  | 0  | 2  |
| 2020 東京             | 0  | 1  | 0  | 1  |
| 2024 パリ             | 2  | 1  | 1  | 4  |
| 合計                  | 4  | 3  | 1  | 8  |

### 夏季オリンピック競技別
| 競技                         | 金 | 銀 | 銅 | 計 |
| ---------------------------- | -- | -- | -- | -- |
| 陸上競技                     | 3  | 3  | 0  | 6  |
| レスリング（フリースタイル） | 1  | 0  | 0  | 1  |
| ウエイトリフティング         | 0  | 0  | 1  | 1  |
| 計 (競技数: 3)               | 4  | 3  | 1  | 8  |